# Domingo Francisco Sánchez

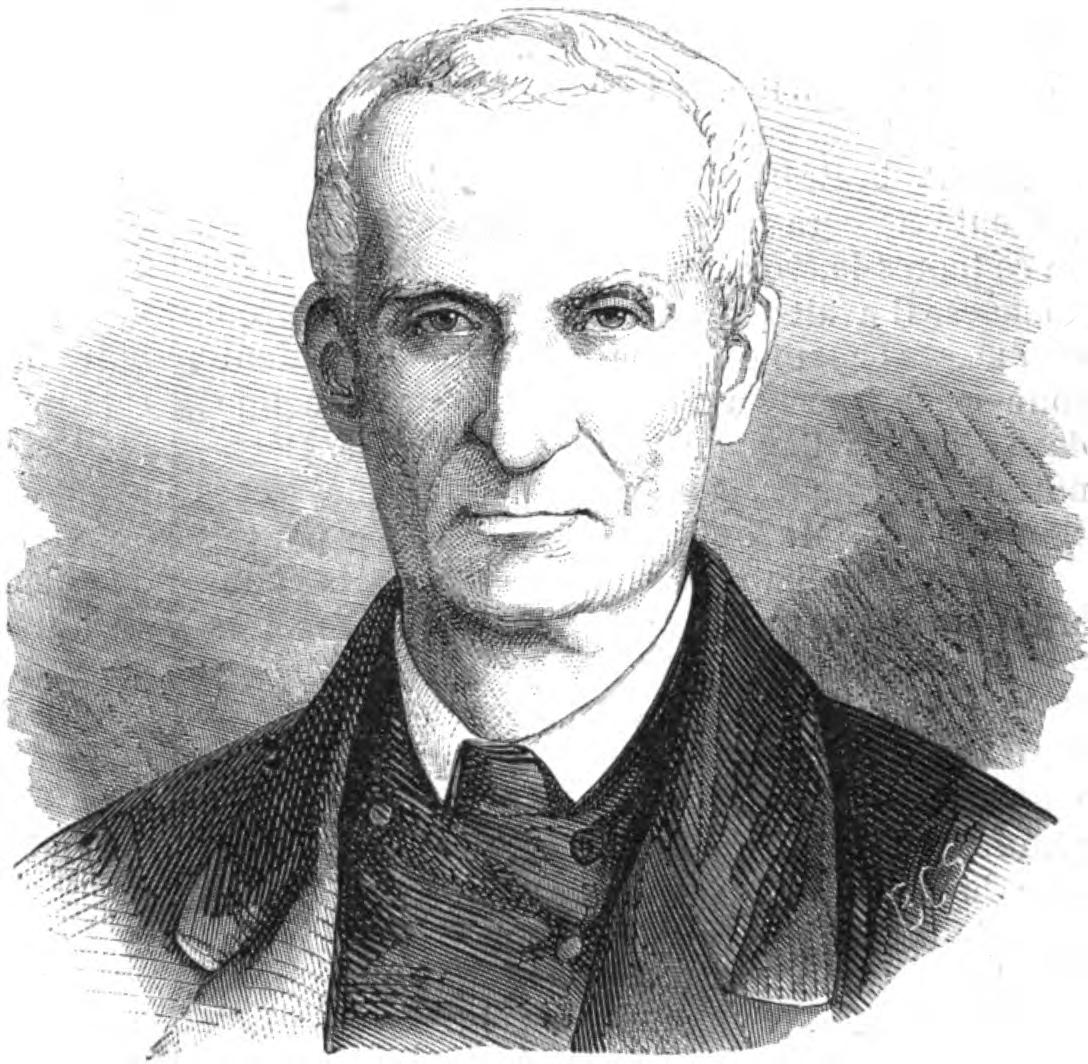
Domingo Francisco Sánchez.

Domingo Francisco Sánchez (Assunção, 20 de março de 1795 - Cerro Corá 1 de março de 1870) foi o Vice-Presidente do Paraguai na administração de Francisco Solano López, no período de 1862 a 1870. Sánchez foi um dos poucos funcionários que trabalharam nas administrações de Gaspar Rodríguez de Francia, Carlos Antonio López e Francisco Solano López.

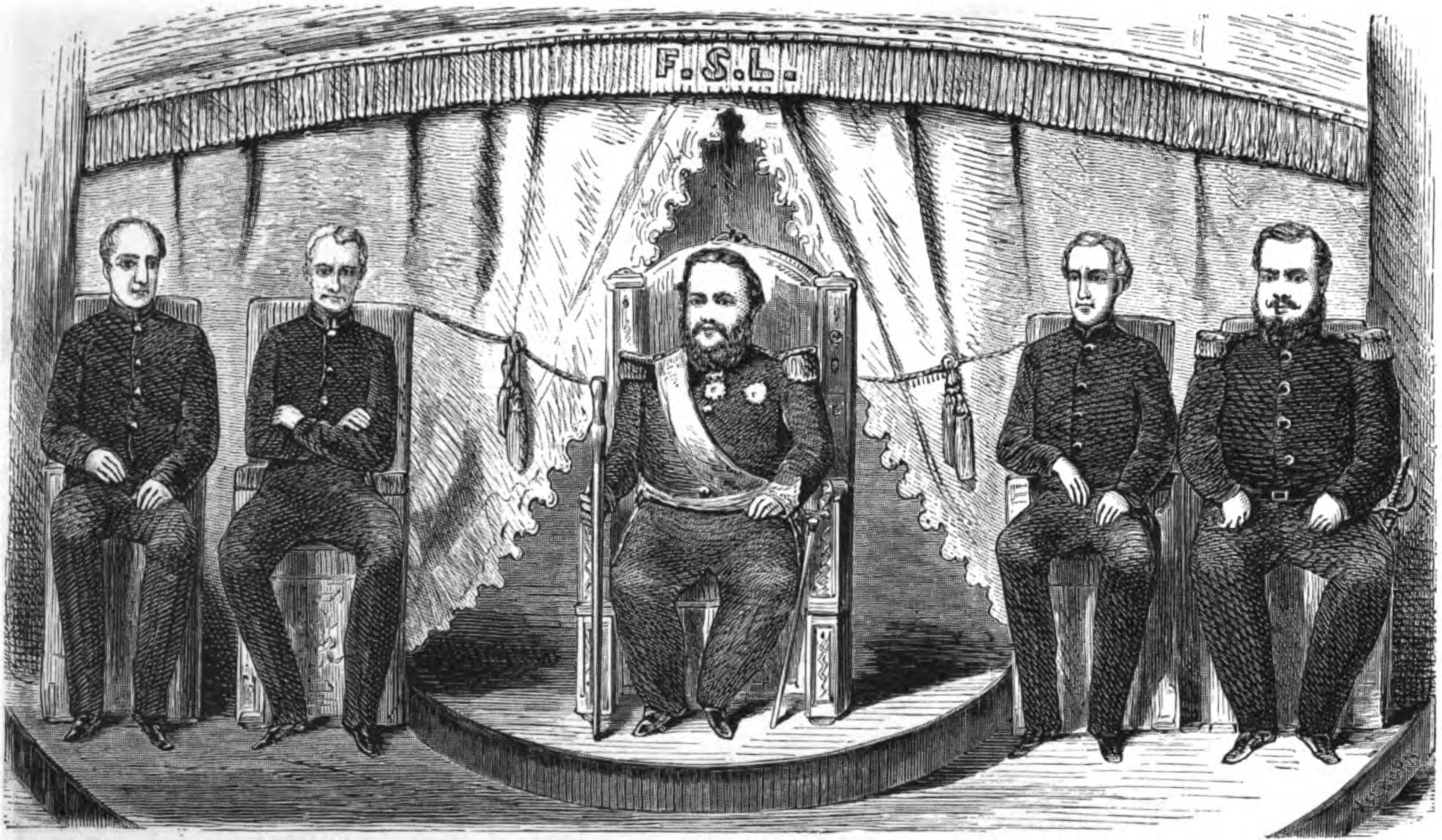
O Trono: López e seu Gabinete (da esquerda para a direita: Gonzáles, Sanchez, López, Berges e Venancio López).

Em 1 de março de 1870, ele morreu em combate com os soldados Brasileiros na Batalha de Cerro Corá, a última batalha da Guerra do Paraguai, ao lado de López e do Secretário de Estado Luis Caminos.

## Homenagens
A Rota 12, importante rodovia paraguaia, tem o seu nome.